# Натали Грандин
Натали Грандин (на английски: Natalie Grandin) е южноафриканска тенисистка, родена на 27 февруари 1981 г. Състезава се предимно в турнири на двойки. Най-високата ѝ позиция в ранглистата за двойки на WTA е 24 място, постигнато на 22 август 2011 г.

## Финали на турнирите от WTA Тур

### Титли на двойки (1)
| До 2009                  | От 2009                |
| ------------------------ | ---------------------- |
| Голям шлем (0)           |                        |
| Шампионат на WTA Тур (0) |                        |
| I категория (0)          | Задължителни висши (0) |
| II категория (0)         | Висши 5 (0)            |
| III категория (0)        | Висши (0)              |
| IV и V категория (0)     | Международни (1)       |

| финал № | дата              | турнир             | място | настилка | партньорка          | съпернички на финала            | резултат        |
| 1.      | 25 септември 2011 | Хансол Корея Оупън | Сеул  | твърда   | Владимира Ухлиржова | Вера Душевина Галина Воскобоева | 7 – 6(5), 6 – 4 |